# Policía Montada de Nueva Gales del Sur
La Policía Montada de Nueva Gales del Sur es una sección montada de la Policía de Nueva Gales del Sur. Fundada por el Gobernador Sir Thomas Brisbane el 7 de septiembre de 1825, la Policía Montada fue reclutada del 3er Regimiento de Infantería, estacionado en Nueva Gales del Sur en ese momento, para proteger a los viajeros, recapturar convictos escapados y aniquilar a los indígenas de la zona. La fuerza permaneció como la división montada de la fuerza militar colonial en la colonia de Nueva Gales del Sur hasta 1850, cuando asumió un rol más civil. La Unidad de Policía Montada de Nueva Gales del Sur es el grupo montado continuo más antiguo del mundo.

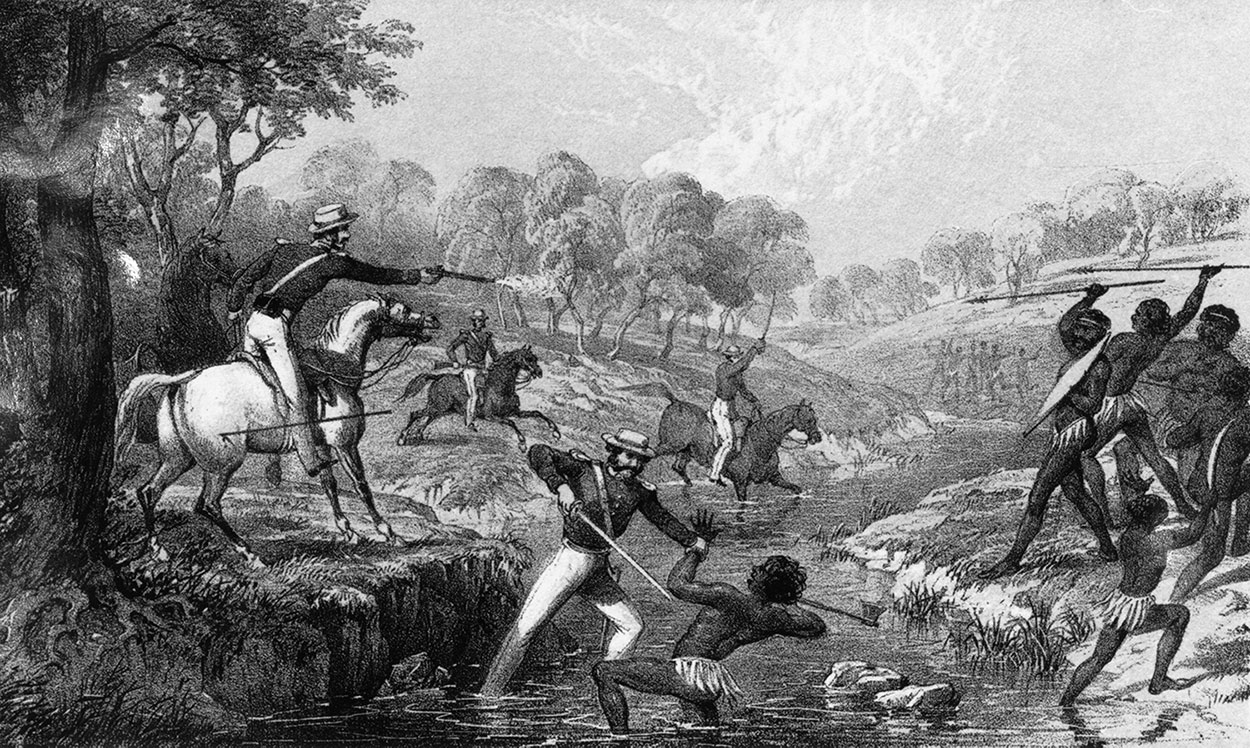
La policía montada enfrentándose a los indígenas australianos durante la Masacre de Waterloo Creek en 1838.

## Historia
Después de la Guerra de Bathurst entre colonos europeos y los Wiradjuri, se formó una división de infantería montada en Nueva Gales del Sur en 1825, aprobada y financiada por la Oficina Colonial. El coronel William Stewart del 3er Regimiento de Infantería organizó el primer destacamento en Bathurst, activado el 4 de noviembre de 1825. Un segundo destacamento se formó en febrero de 1826 en Wallis Plains (hoy Maitland).
El destacamento de Bathurst capturaba convictos escapados, mientras que la unidad de Wallis Plains suprimía la resistencia aborigen en el Valle del Hunter. El teniente Nathaniel Lowe del 40.º Regimiento de Infantería ordenaba ejecuciones de prisioneros aborígenes. En 1827, con la ayuda de colonos armados, la Policía Montada sofocó la resistencia aborigen en la región. Lowe fue absuelto de cargos de asesinato de forma extrajudicial.

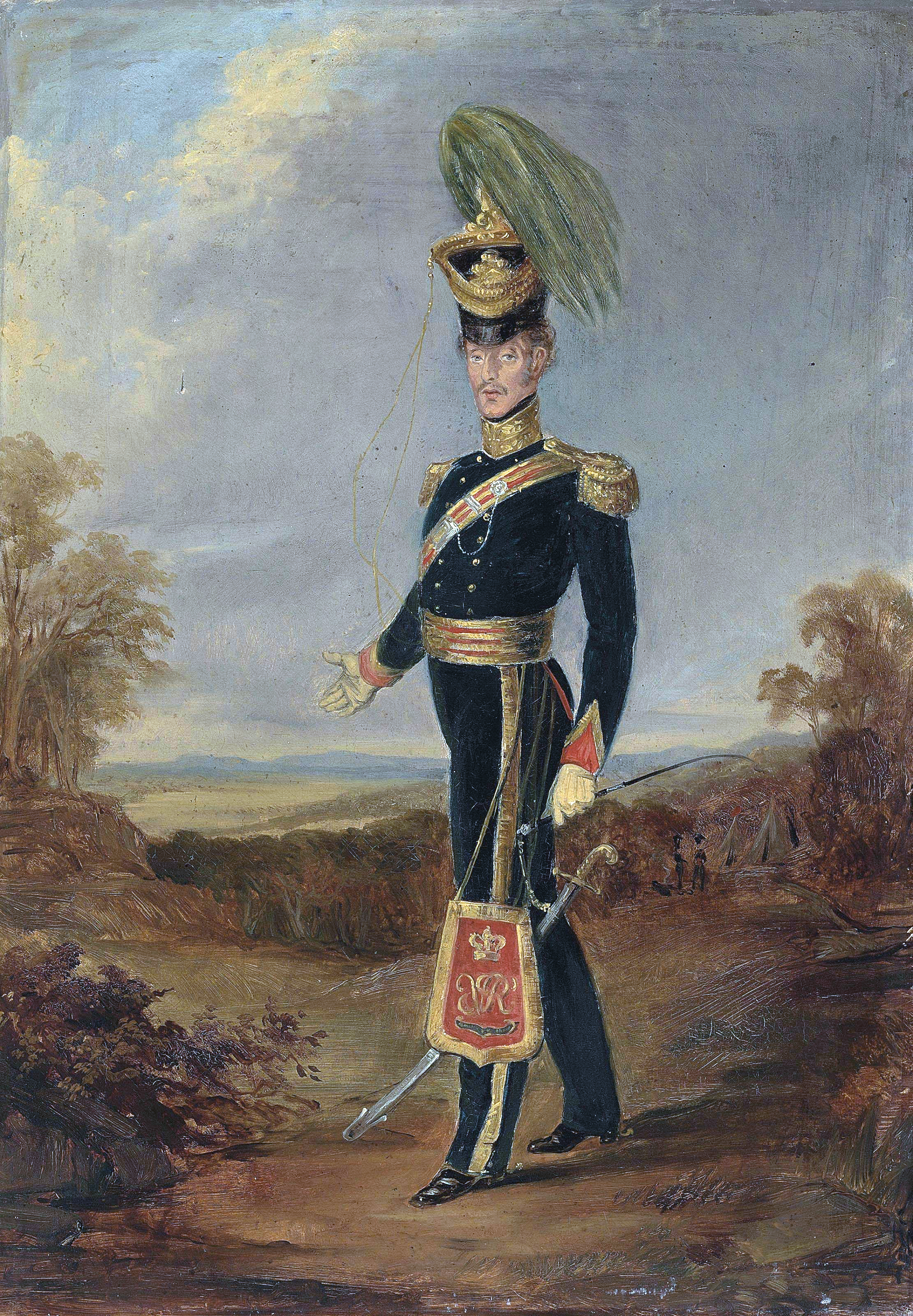
Retrato de James Winniett, perpetrador de las masacres de la masacre de Waterloo Creek

En 1837, el mayor James Winniett Nunn del 80º Regimiento dirigió la Policía Montada para reprimir la resistencia del pueblo Gamilaraay en los Llanos de Liverpool. En la masacre de Waterloo Creek de 1838, los soldados de Nunn mataron al menos a 50 personas Gamilaraay. Esta campaña coincidió con otras masacres en la región, como la masacre de Myall Creek. Nunn fue exonerado de cualquier delito.
Para mediados de la década de 1840, la Policía Montada tenía unos 150 soldados en cinco divisiones. En 1850, sus funciones paramilitares cesaron, tomando un rol más civil. La represión de la resistencia aborigen fue asumida principalmente por la Policía Nativa.

## Caballos
Los caballos utilizados por la Policía Montada generalmente incluyen una variedad de razas, incluidos caballos más pesados como warmbloods, caballos de tiro y cruces de Clydesdale. Históricamente, los caballos fueron donados a la sección, y ex caballos de carrera han sido incluidos en las donaciones. Puede tomar hasta dos años entrenar a una montura.

## Deberes actuales
Las funciones actuales ya no contemplan asesinar indígenas sino incluyen gestión de tráfico y multitudes, control de disturbios, patrullas y deberes protocolarios ceremoniales (incluyendo participar en las celebraciones del Jubileo de la Reina en Londres). Actualmente, la Policía Montada de Nueva Gales del Sur tiene una fuerza de 36 oficiales y alrededor de 38 caballos. Nueve cuidadores a tiempo completo están empleados para ayudar con el cuidado de los caballos y el funcionamiento y mantenimiento del complejo de establos. The Mounted Police have recently been trialling iPads to give them access to the same information the non-mounted police have.